# Le Gratteris
Le Gratteris est une ancienne commune française située dans le département du Doubs, la région culturelle et historique de Franche-Comté et la région administrative Bourgogne-Franche-Comté. Le 1er janvier 2025, elle fusionne avec la commune de Mamirolle.

## Géographie

### Climat
Pour des articles plus généraux, voir Climat de la Bourgogne-Franche-Comté et Climat du Doubs.
En 2010, le climat de la commune est de type climat de montagne, selon une étude du Centre national de la recherche scientifique s'appuyant sur une série de données couvrant la période 1971-2000. En 2020, Météo-France publie une typologie des climats de la France métropolitaine dans laquelle la commune est exposée à un climat semi-continental et est dans la région climatique  Jura, caractérisée par une forte pluviométrie en toutes saisons (1 000 à 1 500 mm/an), des hivers rigoureux et un ensoleillement médiocre. 
Pour la période 1971-2000, la température annuelle moyenne est de 9,1 °C, avec une amplitude thermique annuelle de 16,7 °C. Le cumul annuel moyen de précipitations est de 1 310 mm, avec 14 jours de précipitations en janvier et 10,1 jours en juillet. Pour la période 1991-2020, la température moyenne annuelle observée sur la station météorologique de Météo-France la plus proche, « Besançon », sur la commune de Besançon à 11 km à vol d'oiseau, est de 11,4 °C et le cumul annuel moyen de précipitations est de 1 157,0 mm. 
La température maximale relevée sur cette station est de 40,3 °C, atteinte le 28 juillet 1921 ; la température minimale est de −20,7 °C, atteinte le 9 janvier 1985,,. 
Les paramètres climatiques de la commune ont été estimés pour le milieu du siècle (2041-2070) selon différents scénarios d'émission de gaz à effet de serre à partir des nouvelles projections climatiques de référence DRIAS-2020. Ils sont consultables sur un site dédié publié par Météo-France en novembre 2022.

## Urbanisme

### Typologie
Au 1er janvier 2024, Le Gratteris est catégorisée commune rurale à habitat dispersé, selon la nouvelle grille communale de densité à 7 niveaux définie par l'Insee en 2022.
Elle est située hors unité urbaine. Par ailleurs la commune fait partie de l'aire d'attraction de Besançon, dont elle est une commune de la couronne,. Cette aire, qui regroupe 310 communes, est catégorisée dans les aires de 200 000 à moins de 700 000 habitants,.

### Occupation des sols
L'occupation des sols de la commune, telle qu'elle ressort de la base de données européenne d’occupation biophysique des sols Corine Land Cover (CLC), est marquée par l'importance des forêts et milieux semi-naturels (54,6 % en 2018), une proportion identique à celle de 1990 (54,6 %). La répartition détaillée en 2018 est la suivante : 
forêts (54,6 %), zones agricoles hétérogènes (42,2 %), prairies (3,2 %). L'évolution de l’occupation des sols de la commune et de ses infrastructures peut être observée sur les différentes représentations cartographiques du territoire : la carte de Cassini (XVIIIe siècle), la carte d'état-major (1820-1866) et les cartes ou photos aériennes de l'IGN pour la période actuelle (1950 à aujourd'hui).

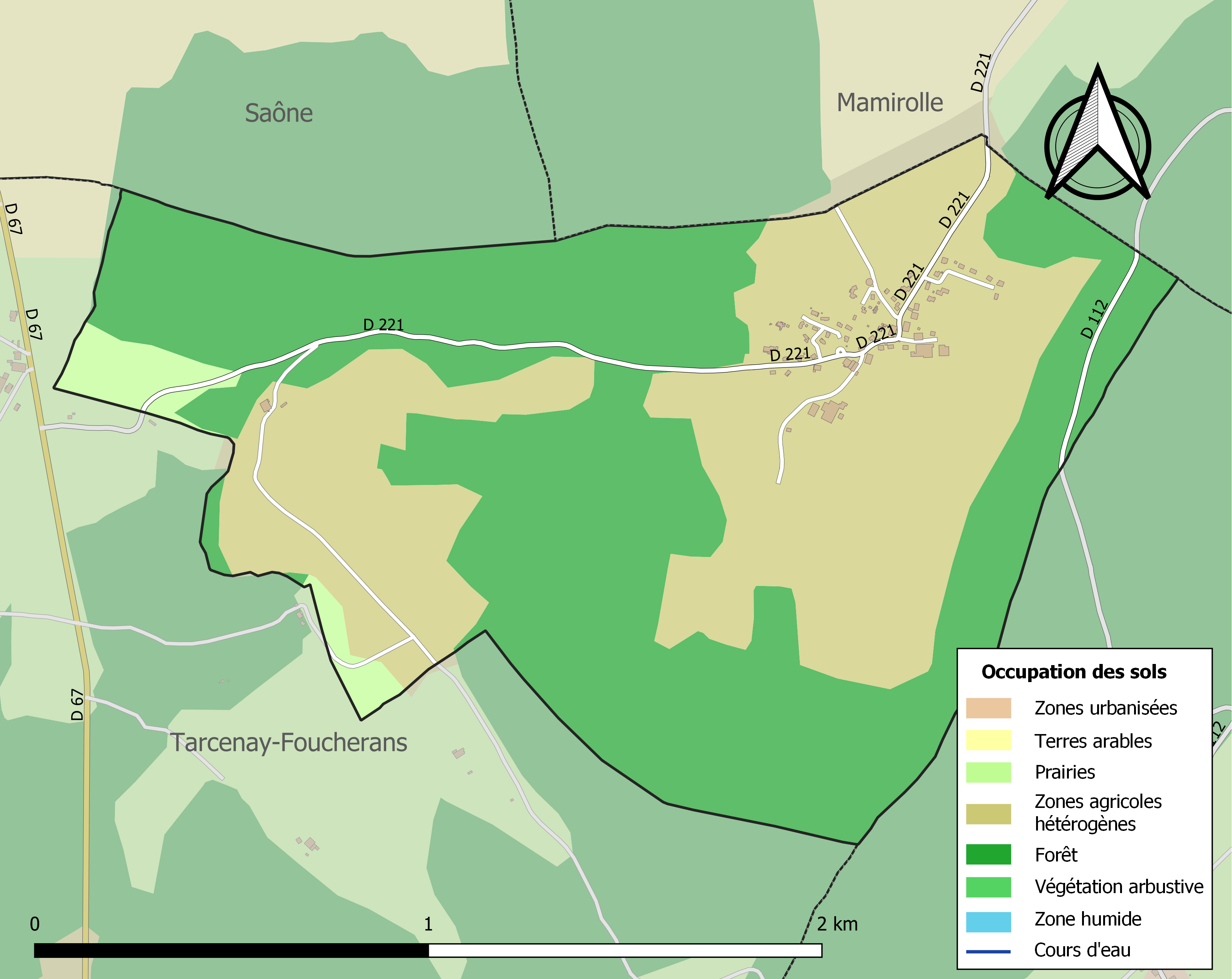
Carte des infrastructures et de l'occupation des sols de la commune en 2018 (CLC).

## Toponymie
Grange de Sceay en 1503 ; Grange de Scay en 1602 ; Grange du Serf en 1668 ; La Grange du Sceau en 1711 ; Scay en 1764 ; La Grange du Cerf en 1757 ; La Grange de Scaye en 1758 ; La Grange du Cerf en 1791, 1793 ; Les Granges du Grateris en l'an II ; Grattery en l'an X ; du Grateris ou du Gratery en 1852 ; du Gratteris en 1872 ; Le Gratteris depuis 1910.
Issu de la racine expressive kratt (devenu « gratte » aujourd’hui), terme désignant un mauvais terrain, un champ pierreux voire une ancienne grange, Le Gratteris tient son origine de la qualité de son sous-sol.

## Histoire
Avant la Révolution, le bourg dépendait de deux abbayes, celles de Buillon et de Saint-Paul. Les habitants relèvent de la principauté d’Orange. Lors de la guerre de Dix Ans, la population est décimée par la peste : ne survivent que 14 personnes !
Par décret royal du 17 juillet 1819, les communes de la Chevillotte, de Gennes, de Mamirolles, du  Gratteris, de Montfaucon, de Morre et de Saône faisant alors partie du canton de Roulans, arrondissement de Baume, département du Doubs seront distraites de ce canton et réunies au canton sud de la ville de Besançon, arrondissement de Besançon.
En 1827, le captage de la source du bois du Naud amène l’eau au centre du village : on y construit une fontaine et un abreuvoir en bois, remplacés par des constructions en pierre (lavoirs et fontaine) en 1840, auxquelles est ajouté un étage pour accueillir la mairie et la première école. Cette dernière, créée en 1844, a été vendue en 1978.
Le 1er janvier 2025, elle fusionne avec la commune de Mamirolle.

## Politique et administration
| Période                                  | Période                   | Identité                                         | Étiquette | Qualité               |
| ---------------------------------------- | ------------------------- | ------------------------------------------------ | --------- | --------------------- |
| 2001                                     | 2008                      | Nicole Jannin                                    |           |                       |
| 2008                                     | En cours (au 31 mai 2020) | Cédric Lindecker, Réélu pour le mandat 2020-2026 |           | Dessinateur-projeteur |
| Les données manquantes sont à compléter. |                           |                                                  |           |                       |

## Démographie
L'évolution du nombre d'habitants est connue à travers les recensements de la population effectués dans la commune depuis 1800. Pour les communes de moins de 10 000 habitants, une enquête de recensement portant sur toute la population est réalisée tous les cinq ans, les populations de référence des années intermédiaires étant quant à elles estimées par interpolation ou extrapolation. Pour la commune, le premier recensement exhaustif entrant dans le cadre du nouveau dispositif a été réalisé en 2005.

En 2022, la commune comptait 163 habitants, en évolution de −8,94 % par rapport à 2016 (Doubs : +1,88 %, France hors Mayotte : +2,11 %).
| 1800 | 1806 | 1821 | 1831 | 1836 | 1841 | 1846 | 1851 | 1856 |
| ---- | ---- | ---- | ---- | ---- | ---- | ---- | ---- | ---- |
| 68   | 66   | 81   | 95   | 80   | 85   | 101  | 123  | 104  |

| 1861 | 1866 | 1872 | 1876 | 1881 | 1886 | 1891 | 1896 | 1901 |
| ---- | ---- | ---- | ---- | ---- | ---- | ---- | ---- | ---- |
| 97   | 69   | 62   | 72   | 74   | 68   | 63   | 63   | 46   |

| 1906 | 1911 | 1921 | 1926 | 1931 | 1936 | 1946 | 1954 | 1962 |
| ---- | ---- | ---- | ---- | ---- | ---- | ---- | ---- | ---- |
| 47   | 57   | 57   | 57   | 64   | 49   | 44   | 53   | 50   |

| 1968 | 1975 | 1982 | 1990 | 1999 | 2005 | 2006 | 2010 | 2015 |
| ---- | ---- | ---- | ---- | ---- | ---- | ---- | ---- | ---- |
| 46   | 52   | 76   | 79   | 102  | 104  | 112  | 166  | 175  |

| 2020 | 2022 | - | - | - | - | - | - | - |
| ---- | ---- | - | - | - | - | - | - | - |
| 160  | 163  | - | - | - | - | - | - | - |

## Lieux et monuments
La commune a la particularité de ne pas avoir d'église.